# Alma Shopping
Alma Shopping est un centre commercial qui se trouve à Coimbra. Il est le 2e centre commercial construit dans cette ville après le Coimbra Shopping. Il a été ouvert en 2005 avec le nom Dolce vita.
Il a notamment la particularité d'avoir la télévision dans les toilettes incrustés dans les miroirs ainsi que dans les WC.
Il mesure 40 000 m2 et possède 114 boutiques.
En 2006, il a reçu le prix de Meilleur centre commercial du Monde.
Depuis 2005 a ouvert un autre Dolce vita celui de Porto en face du Stade du FC Porto.
Le Dolce Vita de la ville de Braga était en construction depuis septembre 2008 mais est ouvert avec le nom "Nova Arcada".